# أبلايد مايندز
أبلايد مايندز (بالإنجليزية: Applied Minds, LLC)‏ هي شركة أمريكية تأسست عام 2000 من قبل داني هيليس و بران فيرين. توفر الشركة الدعم التكنولوجي والتصميم وخدمات الاستشارة لشركات متعددة من ضمنها: جنرال موتورز، إنتل، نورثروب غرومان، لوكهيد مارتن، هيرمان ميلر، مؤسسة هاريس، سوني، و صن مايكروسيستمز. تقع مقرات الشركة في بربانك، كاليفورنيا ولديها مكاتب في نيويورك و واشنطن
.